# Pife Muderno
Pife Muderno é uma banda de música popular brasileira fundada em 1994 pelo músico Carlos Malta, com Andrea Ernest Dias, Marcos Suzano, Oscar Bolão, Durval Pereira e Bernardo Aguiar.
A banda gravou o primeiro CD em 1999, intitulado Carlos e o Pife Muderno, que lhe rendeu
uma indicação ao Grammy Latino.